# Gabi Beltrán
Gabi Beltrán es un historietista e ilustrador español, nacido en Palma de Mallorca en 1966.

## Biografía
Gabi Beltrán nació en el barrio chino de Palma en 1966.
Intentó vivir del cómic, pero ante la debilidad del mercado, saltó a la ilustración.
En 2007 empezó a colaborar con El País Semanal, ilustrando los artículos de Javier Cercas y los reportajes de Fernando Trias de Bes.
En 2008 fue fichado por la agencia Veer de Estados Unidos hasta 2013. También publicó en Communication Arts y diseñó portadas para bandas de Los Ángeles.
Colaboró habitualmente con el diario Público.
En 2011 publicó con el dibujante Bartolomé Seguí la novela gráfica Historias del barrio que aborda su adolescencia. Un segundo tomo de esta serie, con el subtítulo de Caminos, se publicó en 2014. En 2016, ambos volúmenes se reunieron en un único tomo. En 2021 publicó El mecanismo junto con Ángel Trigo. 